# Buccinanops cochlidium
Buccinanops cochlidium (denominada, em inglês, gradated Bullia; em castelhano: nasa escalonada ou nasa elegante) é uma espécie de molusco gastrópode marinho predador do sudoeste do oceano Atlântico, pertencente à família Nassariidae. Foi classificada por Dillwyn, em 1817, e nomeada Buccinum cochlidium (no gênero Buccinum).

## Descrição da concha e hábitos
Conchas de espiral moderadamente alta, com protoconcha arredondada, e de coloração branca, creme, amarelo-avermelhada ou púrpura, com desenhos mais escuros em zigue-zague; com pouco mais de 10 centímetros de comprimento e com 8 voltas, quando desenvolvidas, formando um ângulo forte próximo à junção da espiral (sutura). Columela côncava e dotada de um calo posterior. Canal sifonal curto. Abertura ovalada, com lábio externo fino e ocupando 1/2 do comprimento da concha. Opérculo córneo, castanho, de núcleo periférico e com camadas concêntricas, cobrindo toda a abertura.
É encontrada em águas rasas da zona nerítica até os 55 metros de profundidade, em habitats de bentos com areia.

## Distribuição geográfica
Buccinanops cochlidium ocorre do Rio de Janeiro ao Rio Grande do Sul, no Brasil, até o golfo de San Matías e golfo Nuevo, na Argentina. Esta espécie pode ser encontrada nos sambaquis brasileiros, tendo importância arqueológica desconhecida.

A espécie B. cochlidium tem como habitat as águas ao sul da América do Sul; no Brasil, Uruguai e Argentina.